# R. c. Hape
R. c. Hape est un arrêt de principe de la Cour suprême du Canada rendu en 2007 sur les règles d'extraterritorialité en droit canadien et sur le droit applicable en matière de criminalité transfrontalière. 

## Les faits
Un banquier d'affaires a été condamné pour blanchiment d'argent. L'enquête a impliqué la perquisition de sa propriété aux îles Turques-et-Caïques sous l'autorité de la police locale avec la participation de la Gendarmerie royale du Canada (GRC). La GRC n'avait pas obtenu explicitement un mandat de perquisition des autorités locales. Le banquier d'affaires a affirmé que ses droits en vertu de l'article 8 de la Charte canadienne des droits et libertés avaient été violés par la perquisition.

## Jugement de la Cour suprême
La Cour suprême a jugé que la preuve trouvée lors de la perquisition était admissible et que la Charte ne pouvait pas lier la police locale. Le droit canadien et la Charte canadienne des droits et libertés ne peuvent pas être appliqués à l'intérieur d'un État étranger sans le consentement de l'État en cause. Puisque le mandat n'a pas été obtenu, la Charte canadienne ne s'applique pas, donc aucune exclusion de preuve en vertu de l'art. 24 (2) CCDL n'est autorisée, ce qui contribue à faire déclarer l'accusé coupable.